# Singani

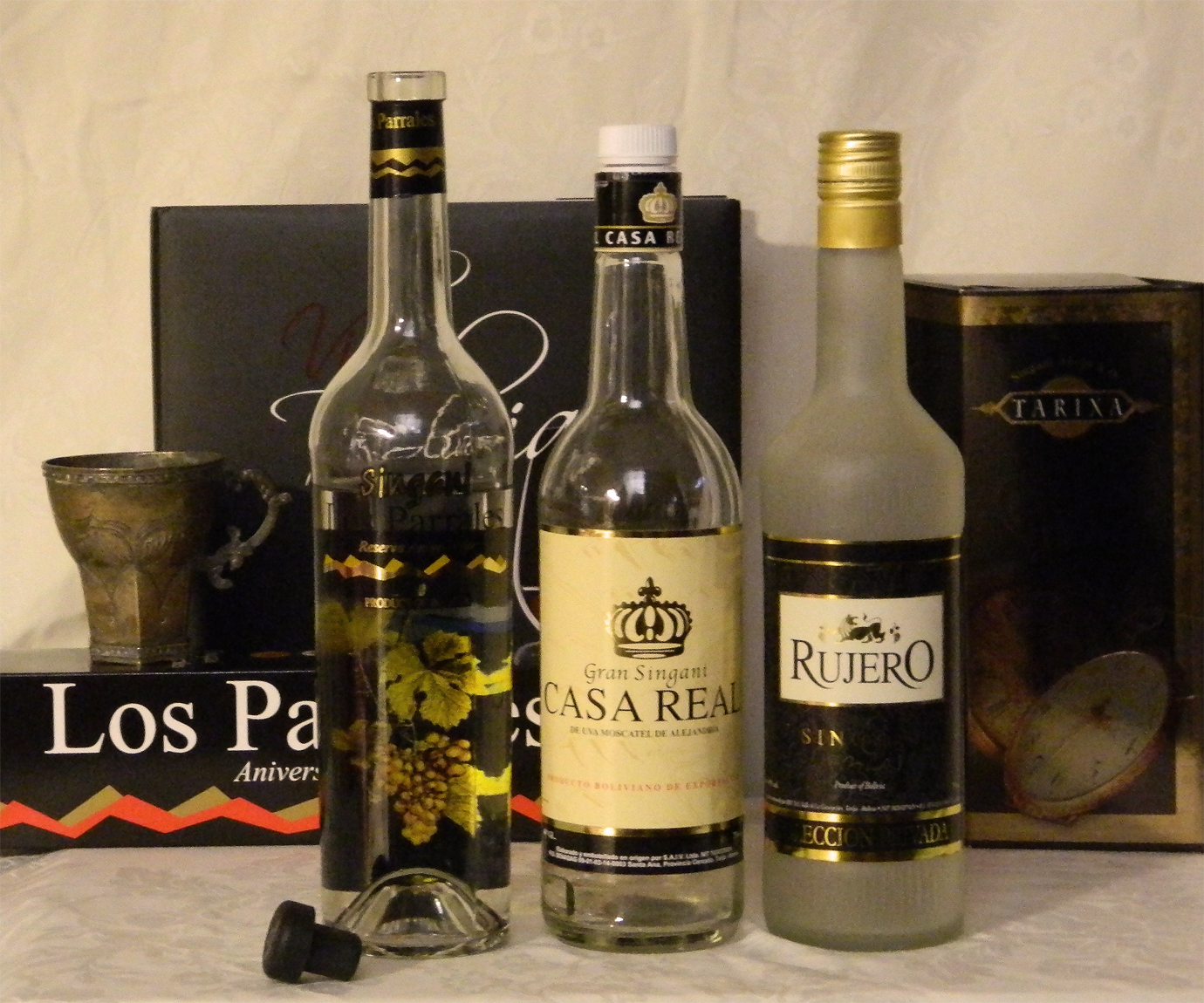
As marcas principais de singani: Los Parrales, Casa Real e Rujero

Singani é uma aguardente destilada de uvas moscatel de Alexandria brancas.  É produzida somente nos Andes bolivianos, sendo considerada a bebida nacional da Bolívia e um patrimônio cultural. Seu caráter e métodos de produção assemelham-se ao eau-de-vie, ainda que seja classificado como brandy para efeitos de comércio internacional. O Singani possui as classificações de "Denominação de Origem" (Denominación de Origen, DO) e de  Indicação geográfica pelo governo boliviano.
A produção da bebida ocorre desde o século XVI logo após a chegada dos espanhóis à América do Sul. Os primeiros a destilá-la foram as ordens monásticas que, precisando de vinho para a missa também passaram a destilar a bebida, espalhando-se para a produção nas fazendas. A região dos vales de Cinti, no departamento de Chuquisaca, reivindica a origem e o pioneirismo na produção do singani.
As leis bolivianas nas últimas décadas codificaram o que se praticava há muito e hoje os vinhedos produtores devem estar a altitudes de 1 700 m ou mais. O singani é conhecido como produto de altitude em termos legais, assim como os vinhos e os cultivos de uva.

## Etimologia
As evidências linguísticas sugerem que a palavra “singani” venha da palavra “siwingani”, oriunda da língua aimará. Em função de a representação dos sons aimarás no alfabeto latino ser aproximada, essa palavra é alternativamente representada como “sivingani”, “siwinkani”, entre outras.  Sivinga ou siwinga é a palavra usada para certas plantas da família Cyperaceae (juncos, etc.), de natureza ripária, encontradas nos vales andinos protegidos de extremos climáticos. O sufixo “ni” significa “o lugar de”. Com o advento da colonização, a palavra nativa foi reduzida por síncope para “singani”.

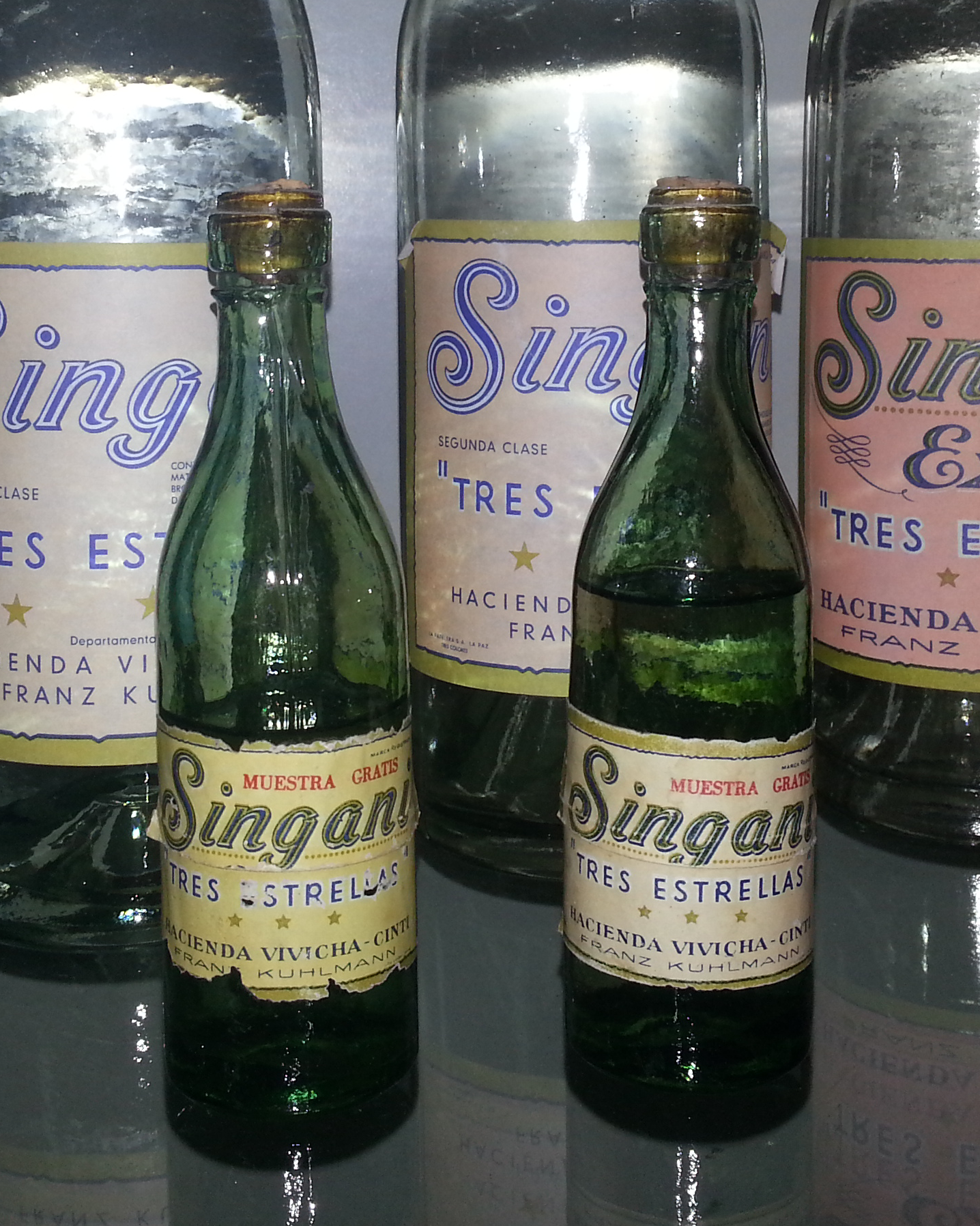
Garrafas de Singani, datadas de 1930

## História
Baseando-se em estudos genéticos, duas variedades seminais de uva foram introduzidas nas Américas por volta de 1520 por colonos espanhóis, através das Ilhas Canárias, lugar ondes essas variedades estavam bem estabelecidas, sendo elas a moscatel de Alexandria e a misión. Após a chegada da última ao Vice-Reino de Nova Castela (atuais Peru e Bolívia), deu origem às variedades modernas criolla e torrontés, usadas hoje para o singani e os vinhos.
Exploradores espanhóis, sob o comando de Francisco Pizarro, chegaram ao Império Inca em 1528. Eles e as ordens religiosas circularam pelas regiões muito ao sul de Cusco quase em seguida. Por volta de 1538, quando a ocupação do então Baixo Peru (atual Peru) ainda estava incerta devido à guerra, cidades criadas pelos colonizadores, assim como a futura arquidiocese em Sucre foram iniciadas no Alto Peru, no que hoje é a Bolívia.  Em 1545, uma grande quantidade de prata foi descoberta próximo a Cerro Rico, Potosí. Em função da importância desse lugar — quase toda a prata na América -  fez com que a Coroa Espanhola tivesse especial atenção e, dentre outras medidas, isso resultasse no estabelecimento de missões religiosas nessa área. Nessa mesma época, Potosí tornou-se a Cidade Imperial de Potosí, uma das maiores e mais ricas cidades de todo o mundo e de longe a maior nas Américas.  Estes fatores - uma cidade grande sem precedentes e uma profusão de missões a produzirem vinhos - foram o ambiente para o desenvolvimento do singani.
Os vinhedos foram introduzidos na Bolívia pelos missionários espanhóis, que chegaram a partir de 1530, o momento a partir do qual se deu o início da produção de vinho na Bolívia.  A necessidade de vinho originava-se dos requisitos para a celebração litúrgica da Eucaristia e onde quer que houvesse uma missão provavelmente haveria uma tentativa de produção de vinho pelos religiosos. A época na qual se deu o início da produção de vinho na Bolívia deu-se entre 1530 e 1550 (pois as videiras levam alguns anos para iniciar a produção), período que corresponde aproximadamente ao da produção vinífera nas regiões que viriam a ser os atuais Peru e Chile. Acredita-se que o singani, enquanto denominação da bebida destilada surgiu na segunda metade do século XVI.
As bebidas destiladas produzidas nas colônias da Espanha em geral era denominadas aguardiente, vindo a ter os nomes atuais somente a partir do século XVII ou posteriormente. Três fatores combinar-se-iam para persuadir os produtores e comerciantes de bebidas bolivianos a intitular o produto:  para aqueles que poderiam controlá-lo, o mercado massivo, relevante e gerador de riqueza da vizinha Potosi; a chegada de outras aguardientes do Baixo Peru; e uma marca de confiança — singani — pela qual a sua aguardente de uva pudesse ser comprada e vendida.
As três áreas mais prováveis nas quais o singani começou estendem-se ao longo de um arco que vai de Potosí à estrada real espanhola que ligava Lima a Buenos Aires (parcialmente baseada nas rotas criadas pelo Império Inca). A região de Sivingani na província de Mizque foi uma missão religiosa pioneira e produtora de vinhos na década de 1540.  Um assentamento nativo chamado Sivingani, junto ao Rio Uruchini, no município de San Lucas, situado na província de Nor Cinti numa área conhecida como Cintis, que se acredita ter produzido vinho e destilados tão inicialmente quanto a década de 1550.  Outra área inclui assentamentos no vale do Rio T'uruchipa, the Vicchoca valley, e Santiago de Cotagaita. Missões agostinianas estavam em atividade nessas regiões por volta de 1550 e estão entre as localidades mais próximas ao centro minerador de Potosí, grande consumidor da singani naquela época.
Após a fundação de Potosí em 1545, os colonizadores espanhóis deslocavam-se à região de Cinti sazonalmente, dados o frio e a turbulência social de Potosí. Isto criou uma conexão inicial entre a região vinífera e a cidade imperial.  Subsequentemente, os residentes de Potosi que enriqueceram fundaram vilas nos vales de Cinti. Por volta de 1585 esta área se tornou o maior centro de produção de vinho e singani, com o início os primeiros cultivos e das primeiras empresas não ligadas às missões religiosas. Durante o século XVI, Turuchipa foi listada como produtora de vinhos de baixo teor alcoólico para Potosí, enquanto Cinti produzia vinho e destilados.  Naquela época, os domicílios de Potosí em geral tinham oito a dez cântaros de bebidas alcoólicas.  Isto, somado às estimativas populacionais que indicavam entre 100 000 a 200 000 habitantes, permitem vislumbrar a demanda geral por vinho, chicha, e destilados da região nessa época.
No século XVII a região boliviana de Tarija tornou-se uma das fornecedoras das uvas para a indústria do singani. Por sua vez, já no século XX, Tarija tornou-se a maior produtora de uvas, ao passo que os fabricantes de vinho e singani começaram a estabelecer e a consolidar seus negócios na região.  Por exemplo, a empresa Kuhlmann mudou suas operações de Cinti para Tarija em 1973, sendo uma das primeiras a fazê-lo. Os produtores em Tarija modernizaram seus métodos, com a utilização de equipamento europeu e logo ganharam supremacia sobre as demais regiões produtoras. Atualmente, a maior parte da viticultura, da vinicultura e da produção de singani na Bolívia estão concentradas na região de Tarija; não obstante, desde a década de 2000 houve a retomada de interesse pela região de Cinti, na qual pequenos produtores estão revigorando antigas marcas.
Com o tempo, conforme a indústria amadurecia, os maiores produtores de singani fixaram-se em apenas uma variedade de uva para o produto e isto, mais a altitude mínima de produção, foram as primeiras bases para a regulação da produção da bebida.

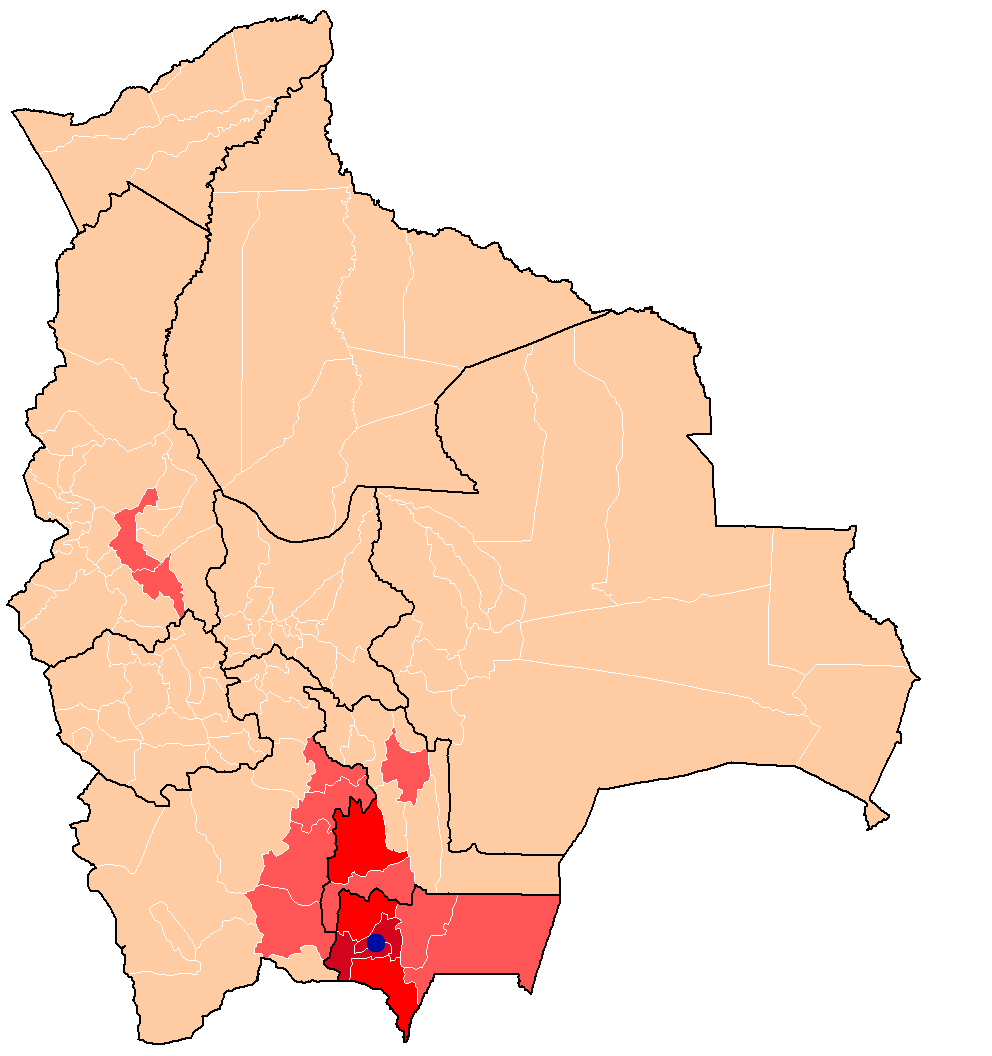
Bolívia: regiões produtoras de vinho e singani.
- Vermelho: as zonas geográficas de domínio do singani;
- Amarelo: a produção durante o período colonial;
- Azul: a produção de vinho e singani na atualidade;
- Verde: a área aproximada dos vinhedos coloniais, correspondendo essencialmente ao flanco oriental da Cordilheira dos Andes.

## Considerações legais
Diferentemente do pisco, cuja produção estende-se por mais de um país, o singani sempre foi produzido em território boliviano, inexistindo qualquer discussão acerca de sua denominação de origem. Um produto exclusivamente regional por mais quatro séculos, somente nas últimas décadas a Bolívia fez leis para a regulação da bebida e a proteção de interesses. Parte dessa motivação foi o estabelecimento de padrões, de modo que nenhuma bebida ilegalmente produzida fosse chamada de singani. Outro ímpeto foi solidificar o controle do nome singani, os problemas referentes ao pisco e da tequila, que podem ser exportados a granel e engarrafados sob rotulagem estrangeira.
O decreto boliviano 21948, de 1988, declara o singani como produto exclusivo e nativo do país, de modo que esse nome não pode ser modificado para uso ou usado com outro propósito. A lei nacional 1334, de 1992 estabelece a classificação da denominação de origem e a indicação geográfica, listando as regiões de produção.  Supreme Decree 24777 (1997) establishes general controls over the DO and prohibited practices. O decreto 25569, de 1999, estabelece o "Certificado de Origem" que acompanha o singani, determinando a altitude mínima de 1 600 m sobre o nível do mar para as bebidas de altitude, dentre elas os vinhos e o singani. Supreme Decree 27113 (2003) describes international enforcement of intellectual property, including the DO and the GI for singani. A norma NB324001 vai além, definindo e controlando o processo de produção do singani, descrevendo as práticas proibidas, reforça a altitude mínima para produção e estabelece os padrões de pureza e rotulagem.
Em função dos tratados internacionais com os Estados Unidos e outros países, bebidas nacionais como o pisco (tratado com o Chile), cachaça (tratado com o Brasil) e a tequila (tratado com o México) estão listadas pela US TTB (Alcohol and Tobacco Tax and Trade Bureau) sob os próprios títulos de tipo/classe e podem ser comercializados nos EUA com a própria denominação. Não há acordo nesse sentido com a Bolívia e nos EUA o singani deve ser comercializado no país sob a classe TTB mais próxima, que é o brandy. De forma similar às outras nações, entretanto, a Bolívia considera o singani como sendo não apenas a bebida nacional, mas como um produto único e um patrimônio cultural.
A área de produção do singani cobre por volta de 8 100 ha de terreno montanhoso, comparados aos 89 000 ha destinados à produção do cognac e os 33 600 ha acres or so for champagne. A maior parte da produção de singani desde a década de 1980 está concentrada no departamento de Tarija, nas regiões de  Arce, Avilés e Méndez.
As agências responsáveis pelo controle e supervisão do processo de produção do singani são:
- IBNORCA (Instituto Boliviano de Normatização e Qualidade): publica as regulações;[32]
- SENASAG (Serviço Nacional de Saúde Agropecuária e Inocuidade Alimentar): faz cumprir as regulações;[33]
- CENAVIT (Centro Nacional Vitivinícola): laboratório nacional, analisa e investiga o produto;[34]
- FAUTAPO (Fundação FAUTAPO - Educação para o Desenvolvimento): fonte de estudo, educação, promoção e desenvolvimento na produção vitivinicultora na Bolívia.[35]

### Zonas geográficas
As zonas legalmente definidas para os vinhedos e destilarias que produzem o singani incluem províncias em quatro dos nove departamentos da Bolívia. Nem todo o território dessas províncias é adequado à viticultura. Nas províncias da região de La Paz o terreno é extremamente inclinado e o clima é semitropical. Nas províncias de Potosí, o terreno possui altitude muito grande (por volta de 4 000m, além de ser frio, ventoso e árido. Estas condições limitam o cultivo a pequenos municípios em algumas dessas regiões.
As zonas de produção do singani com denominação de origem são:
- La Paz:
  - províncias de Loayza e Pedro Domingo Murillo; municípios de Luribay e Sapahaqui.
- Chuquisaca:
  - províncias de Nor Cinti e Sud Cinti.
- Tarija:
  - províncias de José María Avilés, Eustaquio Méndez e Aniceto Arce.
- Potosí:
  - províncias de Nor Chichas, Sud Chichas, Cornelio Saavedra, and José María Linares, municípios de Turuchipa, Cotagaita, Vicchoca, Tumusla, Poco Poco, Tirquibuco e Oroncota.

## Produção
De todas as variedades de uva trazidas ao Novo Mundo pelos colonizadores espanhóis, a variedade moscatel de Alexandria da espécie Vitis vinifera foi a mais valorizada por seu aroma intenso. Esta variedade, junto com a moscatel frontignan (muscat blanc à petits grains) são consideradas dentre as que têm os perfis aromáticos de terpenol mais fortes dentre as uvas viníferas, especialmente quando cultivadas em condições apropriadas de terroir.

### Qualidades eterroir
A fruta utilizada na produção do singani é produzida nos Andes em elevações entre 1 600 m e 2 800 m. Por exemplo, os vinhedos em San Juan del Oro, departamento de Tarija estão em 2 700 m acima do nível do mar. Entretanto, os maiores vinhedos estão por volta de 1 800 m, em função das dificuldades logísticas de produção em maiores altitudes. Dada a proximidade à linha do Equador, as termoclinas são mais altas, com menor probabilidade de congelamento mesmo nas noites de inverno. O relevo à volta, com os picos das montanhas protegendo as regiões produtoras das frentes frias sazonais (surazos) e das tempestades de granizo que podem danificar as plantas. O ar da montanha é menos denso, mais frio e seco, ainda que a radiação solar seja mais intensa, passando tanto pela radiação térmica e pela intensa luz ultravioleta. Em função do fato de o ar da montanha não reter o calor tão bem, os vinhedos passam por grandes flutuações diárias na temperatura. Estudos realizados em vinhedos de altitude, realizados pela CENAVIT (Centro Nacional Vitivínicola) e outras organizações sugerem que os frutos sujeitos a essa condições tendem a produzir maiores concentrações de aromáticos de monoterpeno mantidos em estado livre do que sequestrados como óleos. Isto é relevante em função de os óleos não sobreviveram ao processo de destilação. O solo sofre com a erosão dos picos ao redor, possuindo uma camada de argila profunda, bem estruturado e arenoso e com boa afinação e permeabilidade.  A água é oriunda do degelo das montanhas, assim como da chuva dos picos vizinhos. Dado o fato de a terra nas montanhas possuir elevados graus de inclinação, o tamanho das áreas destinadas à plantação tende a ocorrer em pequenos lotes de terra, uma das razões para que o cultivo e a colheita sejam manuais, em vez de usarem maquinaria agrícola.
Diferentemente de outras aguardentes de vinho, o singani de alta qualidade é feito somente da variedade Alexandria e nunca é misturado a outras variedades. Dados os métodos utilizados há séculos, o clima com variações extremas e em altitude, o solo montanhoso e outros fatores de terroir, o singani possui um perfil distinto de sabor. Esse perfil é obtido sem envelhecimento em tonéis, como a tequila. As propriedades organolépticas codificadas do singani são: clareza, limpeza, brilho; ausência de cor;  aroma: perfil de terpenol da variedade Alexandria moscatel predominando (principalmente geraniol, linalol e nerol);  taste (mouthfeel): fine, soft, smooth, with balanced structure.
O singani não contém sulfitos, corantes, bagaço ou borras, potencializadores de sabor presentes em outras bebidas, tais como o brandy. Considerando-se isto, além da ausência de envelhecimento e em função de técnicas de produção similares, o singani lembra mais as bebidas como eau-de-vie do que o brandy. As regras de produção bolivianas tornaram-se mais estritas e o singani agora possui padrões mais elevados de pureza química do que se exige em outros países: por exemplo, o singani deve ter menos de 0.6 mg/L de cobre iônico, padrão que em outros países varia entre 2 a 10 mg/L de cobre em bebidas destiladas.

### Fermentação e Destilação
As videiras são mantidas ao longo do ano, mas a fruta é colhida apenas uma vez ao ano. Os cachos são colhidos à mão, de modo que apenas as uvas que atendam aos padrões sejam coletadas.  A fermentação produz o mosto de vinho não processado, encaminhado à destilação. A destilação é feita com tanques de aço inoxidável para manter a qualidade. Os lotes não devem ter sólidos insolúveis ou celulose suspensa, pois  quando aquecidos liberam odores e afetam a qualidade aromática do Singani.  A bebida em produção é esfriada cedo para entregar o caráter do singani.  O objetivo da fermentação é reter e reforçar o perfil característico do terpenol. O objetivo da destilação é capturar o aroma enquanto se remove praticamente todo o óleo fúsel. O perfil resultante deve ser o mais dentro das expectativas, uma vez que outras técnicas na fabricação de bebidas, como o envelhecimento ou a mistura (blending) não podem ser usadas para alterá-lo. A bebida destilada é mantida por exatamente seis meses em recipientes neutros antes do engarrafamento para permitir a intensificação do aroma.

### Envelhecimento
Muito do perfil da bebida envelhecida vem da interação do etanol com a madeira, que produz vanilinas e outros compostos cogerados. No singani, todo o perfil aromático deve vir da uva em si enquanto interage com as leveduras durante o processo de fermentação. Uma uva mais rica em compostos aromáticos desejáveis é, dessa forma, preferível para variedades mais ácidas, como pode ser usada para conhaque. Produtores que experimentalmente tenham envelhecido o singani informar que o caráter distintivo da bebida diminuiu e passou a assemelhar-se a outras bebidas acastanhadas do que com o singani, o que conforme os padrões de produção, afastaria a qualificação dessa bebida como singani.

### Congêneres
Como costuma acontecer para todas as bebidas produzidas para consumo humano, o singani é fabricado com um teor alcoólico maior do que quando de seu engarrafamento. Isto é feito para reduzir se não eliminar subprodutos indesejáveis: os produtores têm o cuidado de afastar essas substâncias, de modo que o característico terpenol domine e não seja prejudicado pelos odores secundários, tais como o do álcool amílico, de abacaxi (butirato de etila) e outros congêneres.
Informes públicos ocasionais declaram que o singani e o pisco são brandys fortes que fazem uma "mistura potente", talvez referindo-se às bebidas caseiras. "Sabores ferozes" ocorrem em função do álcool amílico e outros contaminantes, característicos da bebida produzida fora das regulações. O singani, produzido dentro das normas, não possui nível detectável de álcool amílico e seu sabor deve ser suave, de acordo com seu perfil legal.  Normalmente, tal como várias outras bebidas destiladas, o singani possui teor alcoólico por volta dos 40%.

## Produtores e marcas
Há aproximadamente três grandes fabricantes de singani, vários produtores médios e muitos pequenos. Somente as três grandes marcas atendem toda a Bolívia: as demais tipicamente cobrem regiões específicas do país e as pequenas limitam-se aos mercados locais.
Muitos produtores bolivianos marcam seus produtos com cores: preto, vermelho, azul, para atingir mercados diferentes, tal como o produtor de uísque Johnnie Walker faz.  Em 2004, quatro milhões de garrafas de singani foram produzidas na indústria.  A quantidade é limitada pelo tamanho do mercado consumidor e pela área das plantações sob cultivo, assim como pelo tamanho da área adequada ao cultivo. Em 2010 a área total estava por volta de 5 000 ha, destinada às uvas de mesa, os vinhos e o singani.

## Prêmios internacionais
A partir de 2005, os produtores de singani têm feito um esforço conjunto para entrar no mercado internacional. A indústria focou-se em concursos profissionais sem natureza comercial, como o Concours Mondial de Bruxelles e aqueles patrocinados pela Associação Francesa de Enologistas.